# کراسنایا گورکا (شهرستان بیژبولیاکسکی، باشقیرستان)
کراسنایا گورکا (انگلیسی: Krasnaya Gorka, Bizhbulyaksky District, Republic of Bashkortostan) یک شهرک در شهرستان بیژبولیاکسکی باشقیرستان کشور روسیه است.